# Dorycnopsis gerardi
Dorycnopsis gerardi é uma espécie de planta com flor pertencente à família Fabaceae. 
A autoridade científica da espécie é (L.) Boiss., tendo sido publicada em Voy. Bot. Espagne 2: 164 (1840).

## Portugal
Trata-se de uma espécie presente no território português, nomeadamente em Portugal Continental.
Em termos de naturalidade é nativa da região atrás indicada.

## Protecção
Não se encontra protegida por legislação portuguesa ou da Comunidade Europeia.